# Tour Ginzbourg
Pour les articles homonymes, voir Ginzbourg.
 
La tour Ginzburg ou la maison de Ginzburg est un ancien gratte-ciel de 12 étages et de 67,5 mètres à Kiev. Connu comme le premier gratte-ciel d'Ukraine, il a été achevé en 1912 et détruit en 1941.

## Histoire
La tour a été construite entre 1910 et 1912 comme immeuble de rapport. Elle comporte alors 94 appartements, dont le plus grand possède 11 pièces. Les premiers étages sont eux occupés par un centre commercial. De 1913 à 1917, l'artiste Oleksandr Murashko y ouvre son studio au 12e étage. En plus du dessin et de la peinture, il y organise des conférences sur l'histoire et la philosophie de l'art. En avril 1918, la mission militaire française en République populaire d'Ukraine, composée de 6 officiers, s'installe dans le bâtiment.
Le bâtiment est dynamité par les forces soviétiques pendant leur retraite le 24 septembre 1941, lors de l'invasion allemande de la Russie. Il sera complètement détruit au début des années 1950, lors du démantèlement définitif des fondations du bâtiment.
De 1954 à 1961, l'hôtel de Moscou, qui prend en 2001 le nom d'hôtel Ukraine est construit sur l'emplacement de la tour Ginzburg.

## Galerie

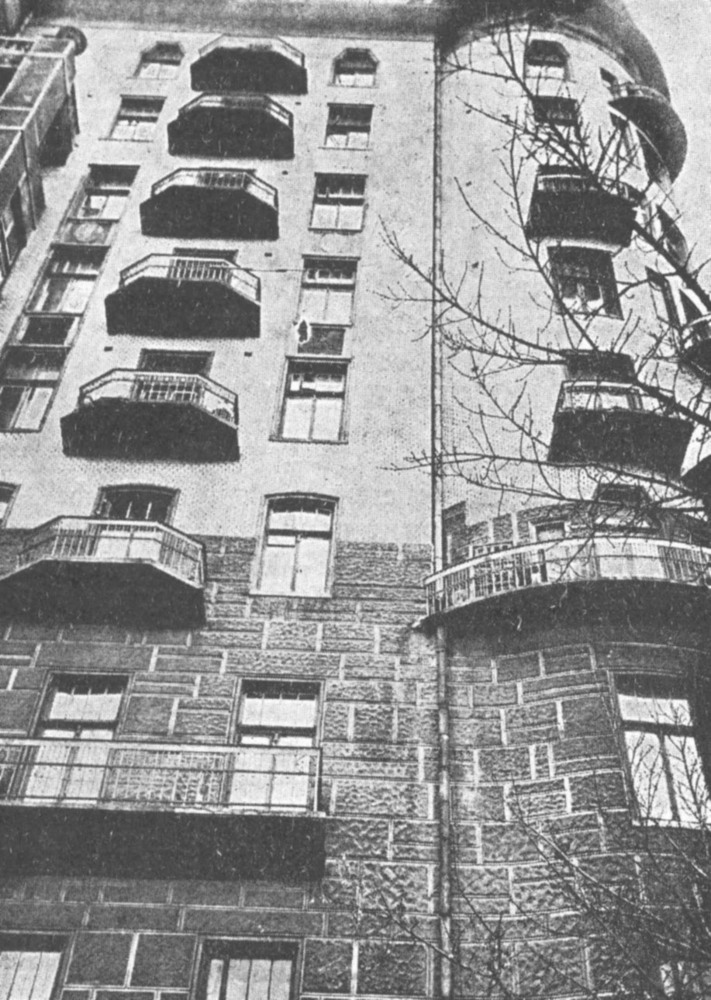
Façade.
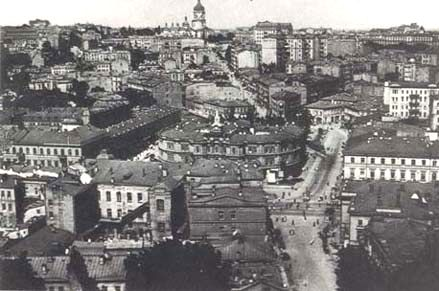
Vue depuis la fenêtre d'un gratte-ciel.
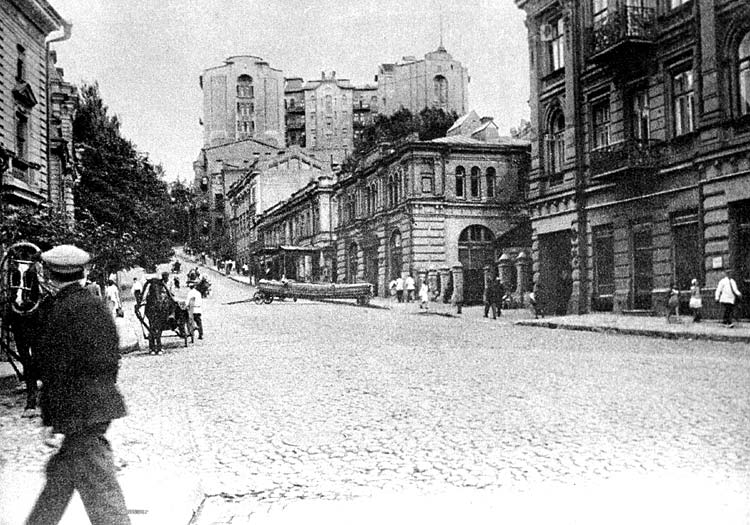
Vue de la rue (1913).
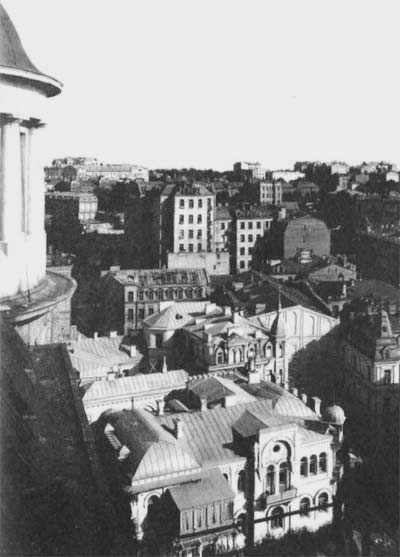
Vue du 12e étage du gratte-ciel (1914).
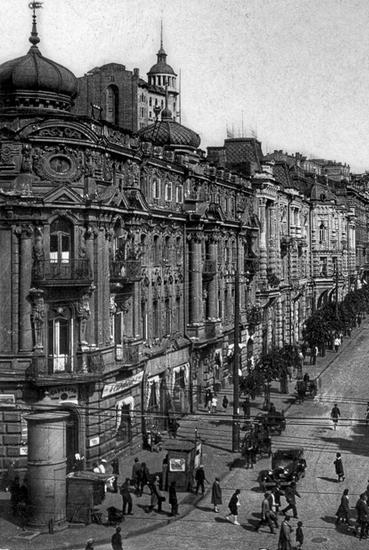
Tour Ginzbourg dans les années 1920.
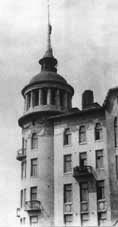
La tour Ginzbourg en 1932.
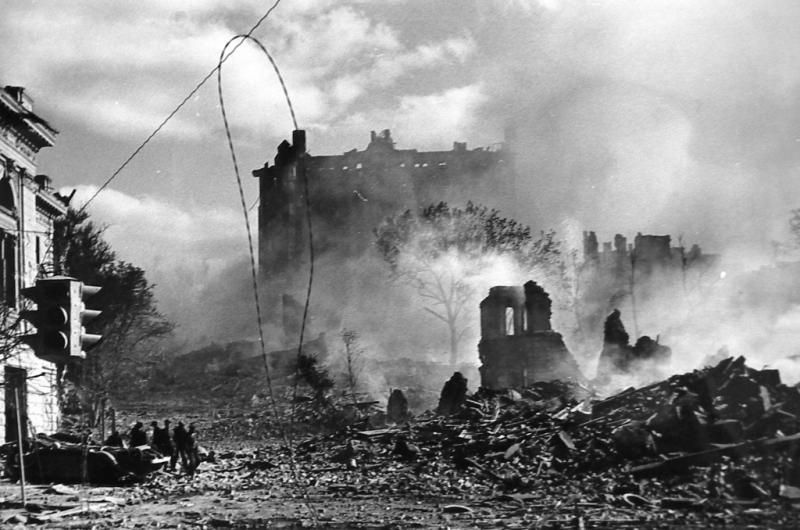
Bâtiment détruit en 1941.
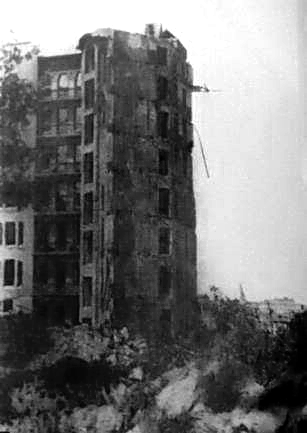
Bâtiment détruit en 1940.